# Poranthera microphylla
Poranthera microphylla är en emblikaväxtart som beskrevs av Adolphe-Théodore Brongniart. Poranthera microphylla ingår i släktet Poranthera och familjen emblikaväxter. Inga underarter finns listade i Catalogue of Life.